# Forks
Forks är en ort (city) i Clallam County i delstaten Washington i USA. Orten hade 3 335 invånare, på en yta av 10,67 km² (2020).
Forks har blivit en turistattraktion eftersom handlingen i böckerna och filmerna i serien Twilight utspelar sig i orten.